# Eurylochos (Feldherr des Antiochos III.)
Eurylochos (altgriechisch Εὐρύλοχος) war im 3. Jahrhundert v. Chr. ein Feldherr des Seleukidenkönigs Antiochos III. des Großen. Er ist nur durch eine einzige Notiz des griechischen Historikers Polybios bekannt, laut der er 217 v. Chr. als Kommandant von 1500 Kretern, die zu den Streitkräften Antiochos’  III. gehörten, an der Schlacht von Raphia teilnahm. Der Seleukidenherrscher verlor allerdings diese entscheidende militärische Auseinandersetzung gegen den ägyptischen König Ptolemaios IV. Philopator.